# 多洛雷斯 (因蒂布卡省)
多洛雷斯（西班牙語：Dolores），是洪都拉斯的城鎮，位於該國西部，由因蒂布卡省負責管轄，面積82.66平方公里，海拔高度947米，2001年人口3,797，人口密度每平方公里45.94人。
14°14′0″N 88°21′0″W / 14.23333°N 88.35000°W